# Gynaecomastie

Uitgesproken gynaecomastie van een man leeftijd 69

Gynaecomastie (gynaecomastia van het Griekse gyne 'vrouw' en mastos 'borst') is de ontwikkeling van borstweefsel bij mannen en jongens.
Het komt vaak voor bij jongeren. Vaak verdwijnen de symptomen na enkele maanden of jaren. Het verschijnsel ontstaat door een onevenwicht in de hormonenspiegels of door lood. Histologisch wordt zowel vetweefsel als klierweefsel aangemaakt.
Bij de geboorte hebben zowel meisjes als jongens kleine klierschijfjes achter de tepel. Doorgaans verdwijnen deze klierschijven bij jongens in de kindertijd. Bij meisjes zal in de puberteit onder invloed van hormonen borstvorming ontstaan. Ook bij jongens komt het regelmatig voor dat in de puberteit de borstklieren opzwellen. Meestal is dat aan beide zijden, maar het kan ook aan één zijde gebeuren. Deze in de puberteit ontstane vergroting is meestal van korte duur, maar kan ook een paar jaar langer blijven bestaan.
Het kan als normaal worden beschouwd. Maar er kunnen ook andere factoren een rol spelen bij het ontstaan van de gynaecomastie.
- een bijwerking van bepaalde medicijnen
- een reactie op stofwisselingsveranderingen bij een lever- of nierziekte
- een verandering in de productie van hormonen (te geringe productie door de zaadbal of bij stress)
- het slikken van hormonen
- hormoonproducerende gezwellen aan de zaadballen of de luchtwegen
- borstkanker.

Bij gynaecomastie bij baby's en in de puberteit zal de arts meestal volstaan met een lichamelijk onderzoek (lymfeklieren en zaadballen). Soms wordt aanvullend onderzoek gedaan. Dat kan een bloedafname zijn om bepaalde stoffen in het bloed te onderzoeken. Er kan een echografie worden gemaakt van de borstklier, van de zaadballen of van de lever. Soms wordt er een röntgenfoto gemaakt van de borstklier of de longen.
Bij gynaecomastie wordt meestal een aantal maanden gewacht met behandelen omdat het vanzelf weer kan verdwijnen.
Als de gynaecomastie het gevolg is van medicijngebruik wordt bekeken of gestopt kan worden met het medicijn of een ander medicijn gebruikt kan worden.
Wanneer de oorzaak niet duidelijk is, kan afhankelijk van de omstandigheden en de klachten worden besloten tot een operatie. Daarbij zal de arts het klierweefsel onder de tepel verwijderen. Dit weefsel wordt vervolgens in het laboratorium onderzocht.
De operatie voor een gynaecomastie vindt meestal plaats in dagbehandeling onder algehele anesthesie (narcose), soms onder plaatselijke verdoving. De operatie duurt ongeveer drie kwartier tot een uur.